# كوايك إنجن
كوايك إنجن(بالإنجليزية: Quake engine) هو محرك ألعاب طورته إد سوفتوير لتشغيل لعبة الفيديو كوايك لعام 1996. لقد ظهرت في عرض ثلاثي الأبعاد حقيقي في الوقت الفعلي وتم ترخيصها الآن بموجب شروط رخصة جنو العمومية النسخة الثانية أو أحدث.

## ألعاب أنشئت باستخدامه
- كوايك
- هيكسن 2

## روابط خارجية
1. ↑  الوصول: 6 أكتوبر 2016.